# یواس‌اس فیلادلفیا (اس‌اس‌ان-۶۹۰)
یواس‌اس فیلادلفیا (اس‌اس‌ان-۶۹۰) (به انگلیسی: USS Philadelphia (SSN-690)) یک زیردریایی است که طول آن ۱۱۰٫۳ متر (۳۶۱ فوت ۱۱ اینچ) می‌باشد. این زیردریایی در سال ۱۹۷۴ ساخته شد.